# Szatmár-beregi Tájvédelmi Körzet
A Szatmár-beregi Tájvédelmi Körzet területe 21 891 hektár, ebből fokozottan védett 2 307 hektár. A tájvédelmi körzet a Hortobágyi Nemzeti Park (HNP) Igazgatósága alá tartozik.

## Fekvése
A Szatmár-Beregi Tájvédelmi Körzetet 1982-ben hozták létre a Szatmári- és a Beregi-sík területén. A mozaikos szerkezetű tájvédelmi körzet 37 település külterületén helyezkedik el, központja Fehérgyarmaton található, a terület értékeit bemutató állandó kiállítással egy helyen. 21 891 hektáron terül el, ebből 2307 hektár élvez fokozott védelmet. 1999-ben megkezdődtek a bővítés előkészületei, melynek során további kb. 25 000 hektárnyi terület kapna védettséget.

## Jellemzői
A csaknem asztalsimaságú vidéket egykor hatalmas mocsár- és lápfoltokkal átszőtt erdőtakaró borította. Ez az eredeti növénytakaró a vízrendezéseknek és mocsárlecsapolásoknak köszönhetően kisebb darabokra szakadt. Mai képe azonban – eltérően az Alföld más részeitől – még mindig igen hasonlatos a hajdanihoz. E mozaikok megőrzésére alakult 1982-ben 23 136 hektáron a tájvédelmi körzet.
A Szatmár-Beregi tájon két vulkáni kúppal is találkozhatunk. Az egyik a Barabás melletti Kaszonyi-hegy, a másik a Tarpai-Nagyhegy vulkáni kúpja. A beregi tőzegmohás lápok (Bábtava, Nyíres-tó, Zsid-tó) a hazai természetvédelem kiemelt fontosságú objektumai, mivel nagyon speciális mikroklimatikus viszonyok szükségeltettek létrejöttükhöz a magyar Alföldön. A tőzegmohás lápok között a Nyíres-tó, amely dagadóláp, unikális értéket képvisel hazánkban, mivel egész Közép-Európában ennek az élőhelynek ez a legdélebbi alföldi előfordulása. A Bockereki-erdő a benne lévő vizes élőhelyekkel, és a hozzá kapcsolódó fáslegelővel együtt szintén kiemelkedő értékű élőhelyegyüttes. A Közép-Beregi sík igen változatos és izgalmas képet nyújt az arra járóknak. A tájat a történelmi időkben főként a víz (a Tisza és mellékfolyói) formálta, majdnem teljes területét erdő borította, ami lápokkal, mocsarakkal, rétekkel mozaikolt. Alkalmazkodva a helyi adottságokhoz az emberek főként extenzív mezőgazdálkodással foglalkoztak. A 18. században azonban elkezdődött a természeti javak intenzívebb hasznosítása, melynek eredményeképp megritkultak és feldarabolódtak az erdők, a vizes élőhelyek is kisebb területre szorultak vissza. Mindezek ellenére a terület napjainkban is gazdag védendő természeti értékekben.

## Növény- és állatvilág
A magosligeti Cserköz- és tarpai Téb-erdő, a Ricsei-erdő, a Garbolci-erdő a gyertyános tölgyesek világa. A szatmár-beregi erdők nevezetes tavaszi csodái a hóvirág, tavaszi tőzike, szellőrózsák, s az erdei galambvirág mellett a mocsári kockásliliom, kárpáti csillagvirág.
A Tájvédelmi Körzet vizes, nedves területein, árterein másféle erdők; puhafa ligeterdők, égeres láperdők (lábas égeresek), és ártéri dzsungelgyümölcsösök (Kisar határában) találhatók. A legutóbbi jégkorszak előtti időket az őslápok őrizték meg legjobban, mint a Bábtava Csaroda határában, vagy a Nyírjes-tó Beregdaróc határában jégkorszaki maradványnövényekkel. Az itteni tőzegmoha lápok  Szatmár-Bereg európai mércével is egyedülálló értékei. A mohapárnákat ötféle tőzegmoha alkotja. Bábtava és Nyírjes-tó különlegességei még a hüvelyes gyapjúsás, a kereklevelű harmatfű, a vidrafű, a tőzegeper, a tőzegpáfrány, a tőzegáfonya, a babérlevelű fűz.
A terület a Tisza, Szamos, Túr környéke értékes élővilágának ad otthont. Megtalálták itt a korábban kipusztultnak hitt pisztrángfélékhez tartozó dunai galócát is, az emlősök közül közönségesnek számít a hód és a vidra. Az árterek ligeteiben a halvány geze fészkel. A gyertyános tölgyesekben találunk kockásliliomot, a keményfa ligetekben (Dédai-erdő) keresztes viperát, hollót és darázsölyvet.
A vidék megkapó elemei tavaszi virágpompába öltözött vadkörtefáikkal a fás legelők, mint amilyen a Túristvándi melletti Rókás-legelő, vagy az Erethegyi -legelő Penyige és Mánd között. Tölgy és vackor mellett magyar kőrist, mezei juhart és vénic-szilt találunk még itt. A folyók árterületének gazdálkodástörténeti értéke az úgynevezett dzsungelgyümölcsös. Elveszettnek, elfelejtettnek hitt ősi dió-, alma-, szilva-, körtefajták termőhelyei. A nemesítés fontos géntartalékai e természetes kertek.

## Kulturális értékek

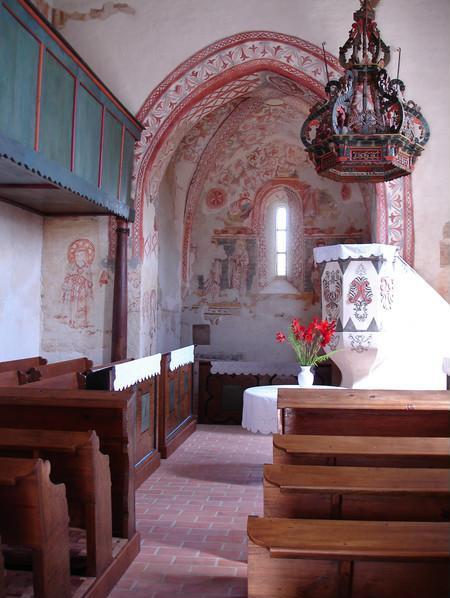
A lónyai templom

A terület kulturális értékei szintén felbecsülhetetlenül értékesek. A táj kultúráját, eszközeit, házait, falvait a természeti környezet és a közeli Máramaros erőteljes hatása valamint harmonikus ötvözete erőteljesen befolyásolta. Szatmár–Bereg településeinek nagy része a honfoglalás korában keletkezett vidék. Lenyűgözően szép templomok, fejfás temetők, ipartörténeti emlékek jellemzik a tájat. Árpád-kori templomainak legszebb emléke a csodálatos csarodai templom vagy a tákosi tapasztott templom. Hasonlóképp értékes a lónyai harangláb vagy a szatmárcsekei csónakfejfás temető. A természeti forrásokat kihasználó életmód emlékei a túristvándi vízimalom vagy a tákosi szárazmalom.
Fehérgyarmaton található A Szatmár-Beregi Tájvédelmi Körzet Bemutatóterme, Az ember és a természet címmel látható itt kiállítás a Felső-Tisza-vidék állat- és növényvilágáról. A tárlókban megtekinthetők a közelben előkerült mamutcsontok is. Preparált állatok gazdag bemutatója egészíti ki a tárlatot. A kiállítás tablóin fényképek, grafikonok és rajzok segítségével a tájvédelmi körzet egyes "szigeteinek" jellegzetességei követhetők nyomon, a táj történeti kialakulásától kezdve egészen a védetté nyilvánításig.

## Képek
Az alábbi képeken a tájvédelmi körzet jellegzetes növény- és állatfajai láthatók. (A képek nem itt készültek.)

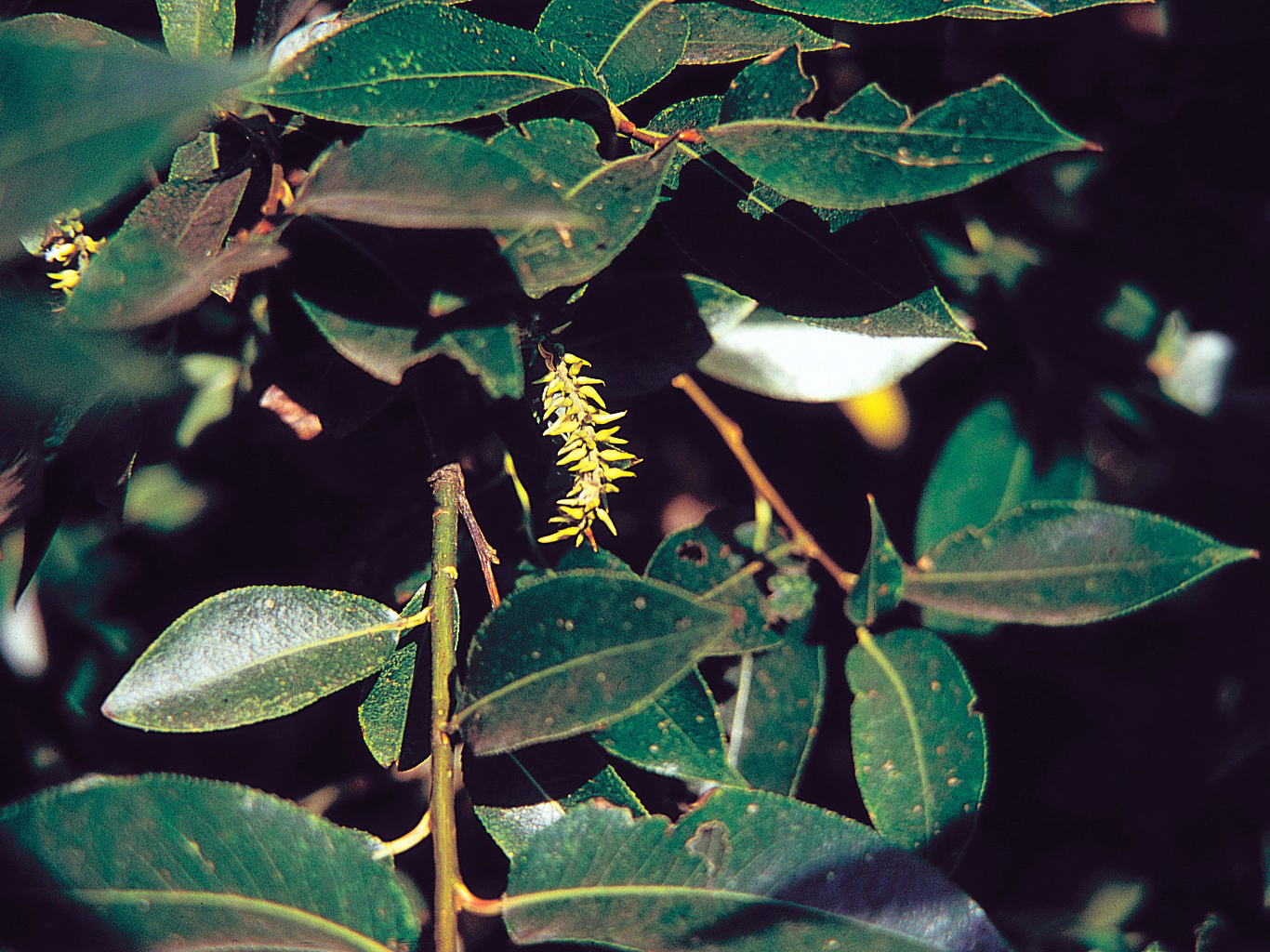
Babérlevelű fűz bőrnemű levele és a virága
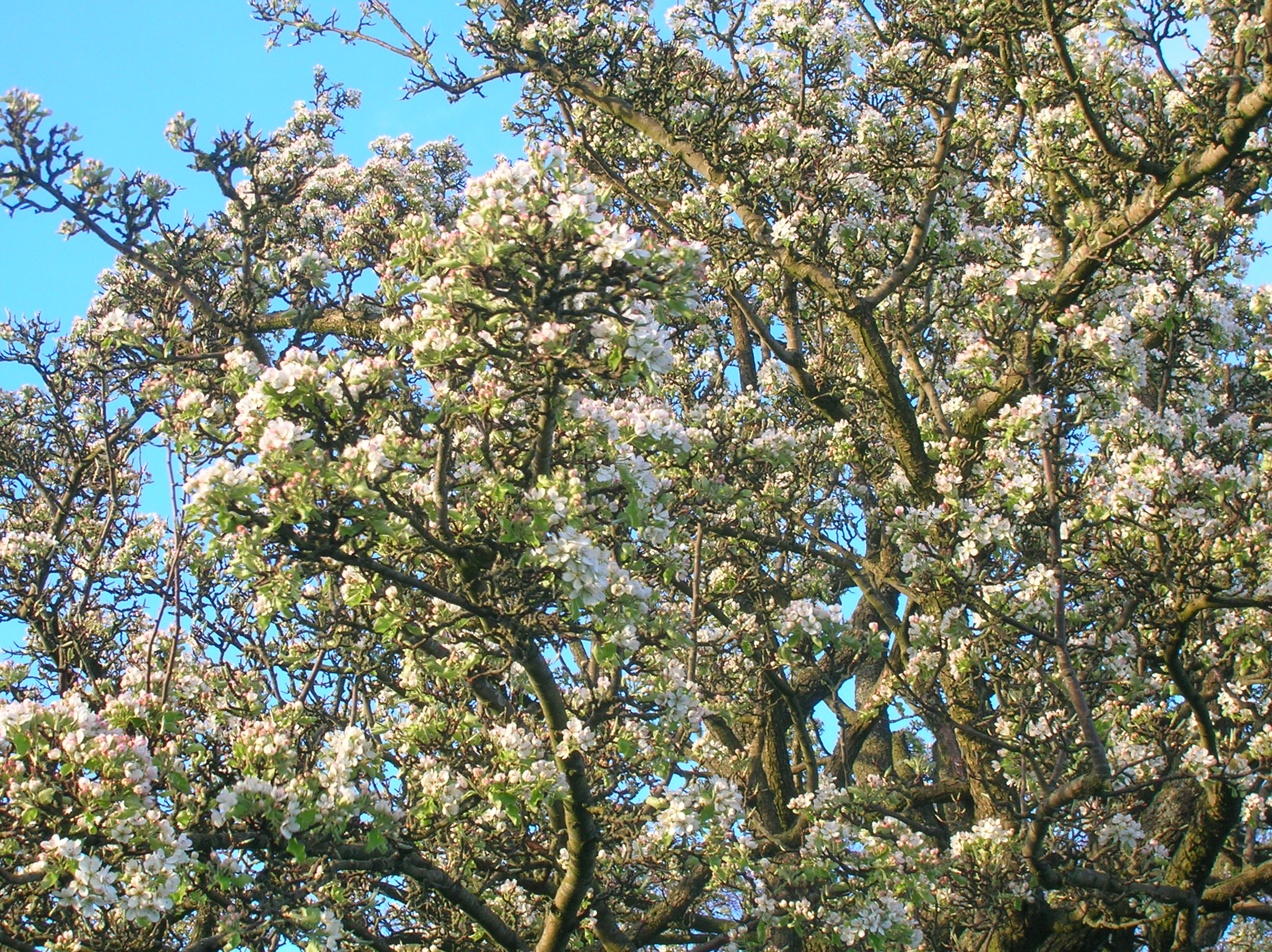
Virágzó vadkörtefa
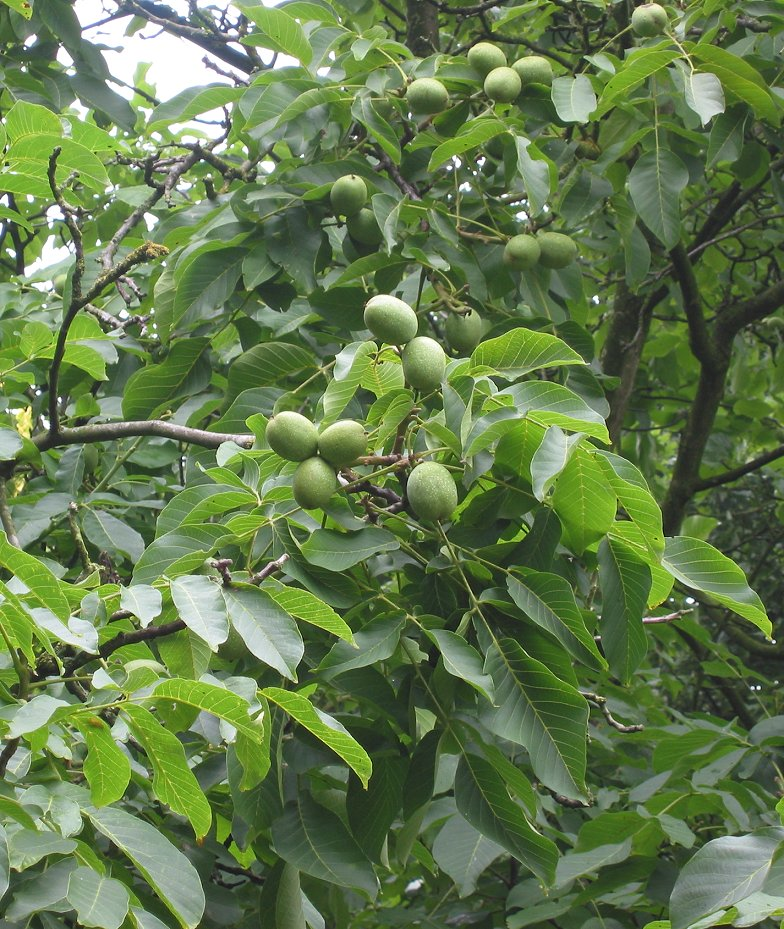
Dió
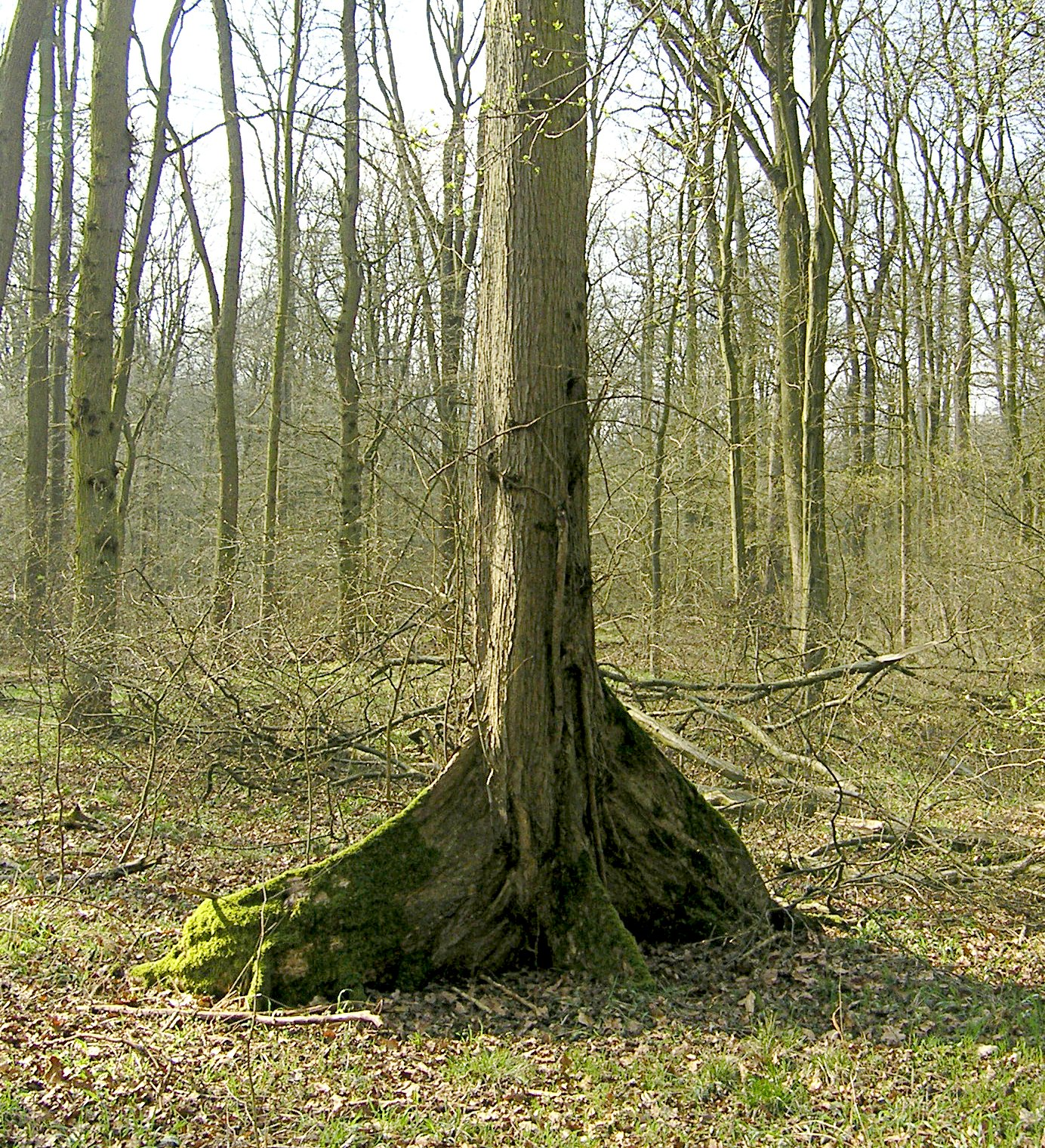
A vénic-szil egy idősebb példánya
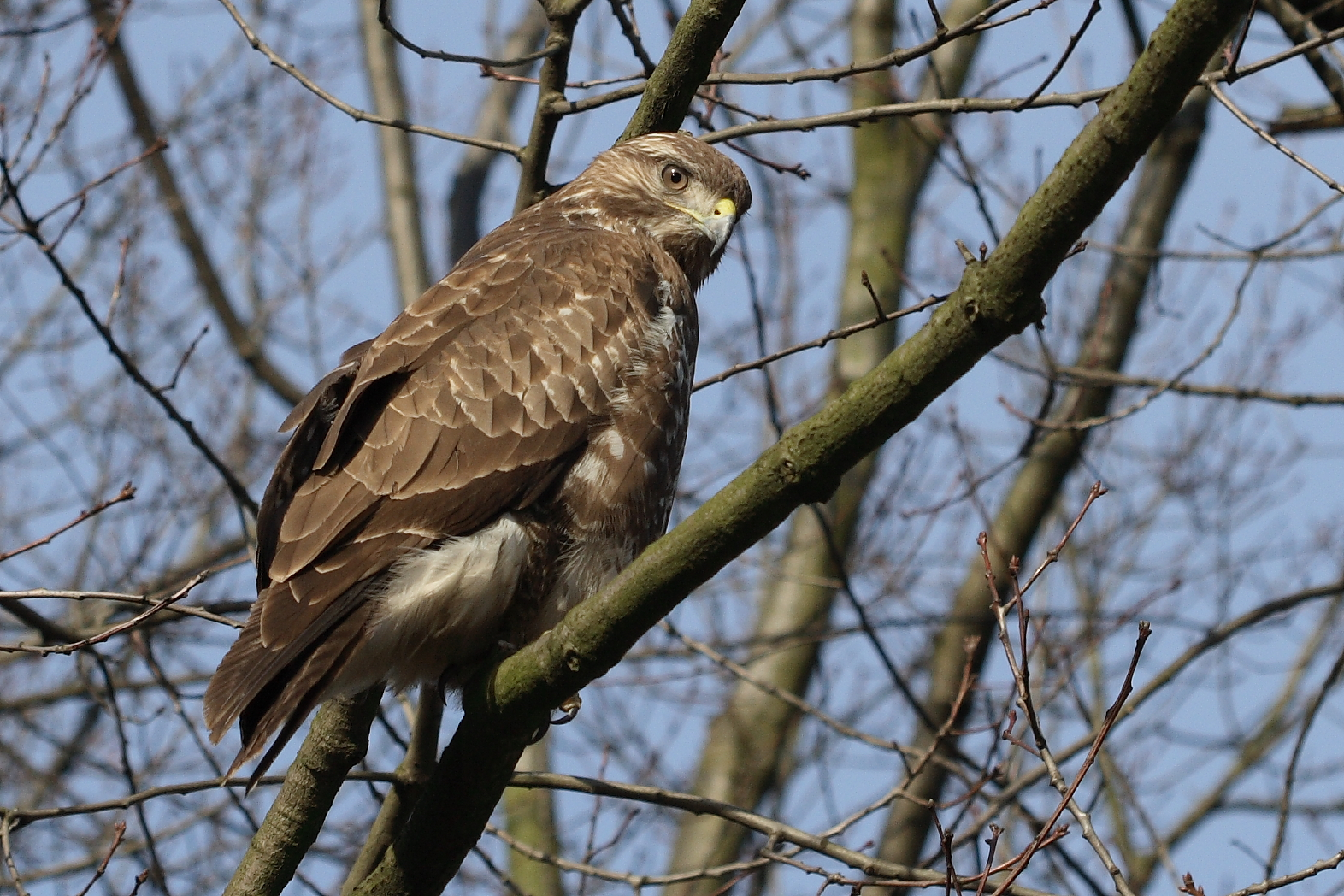
Egerészölyv
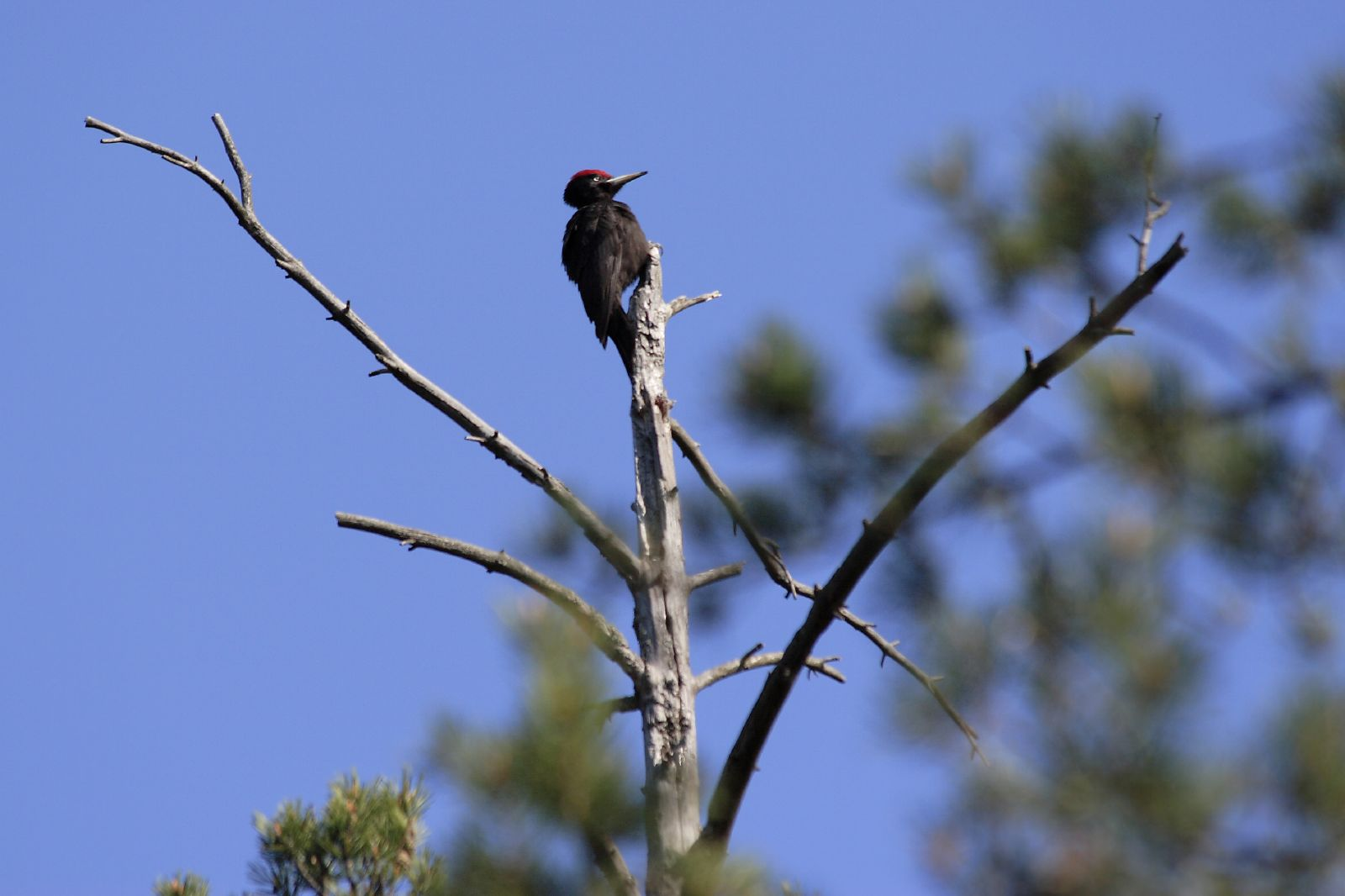
Fekete harkály
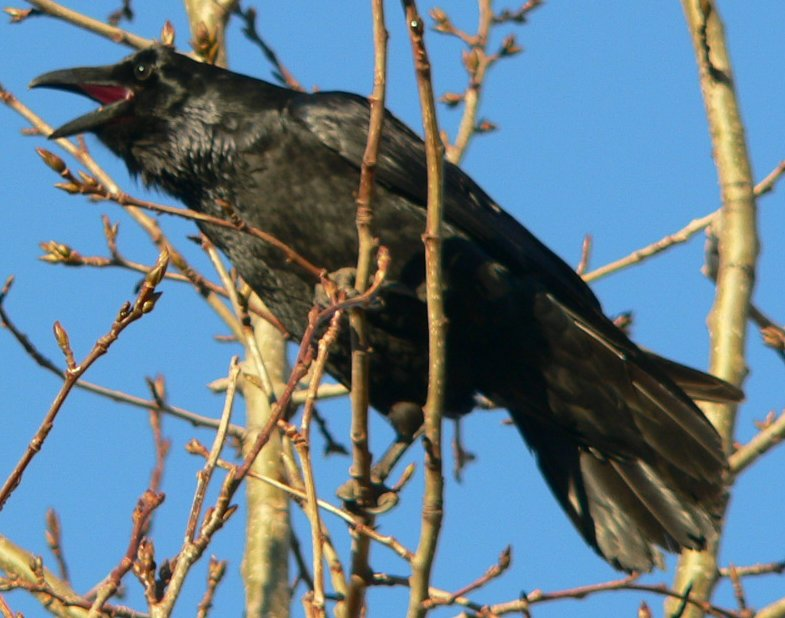
holló
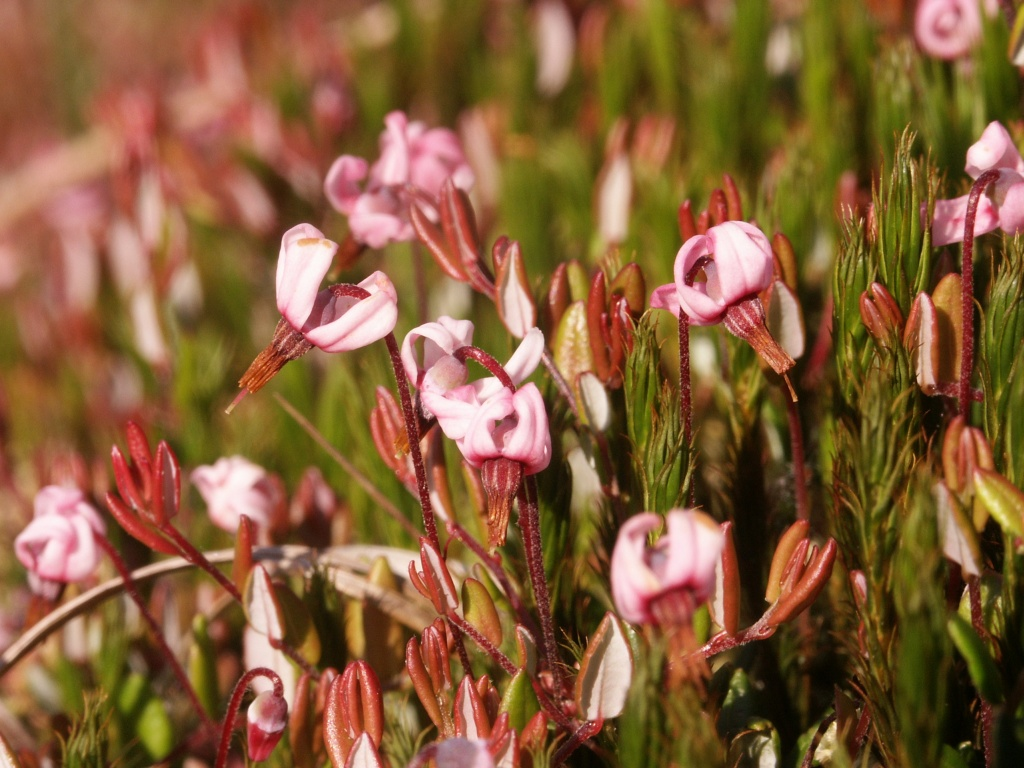
A tőzegáfonya virága
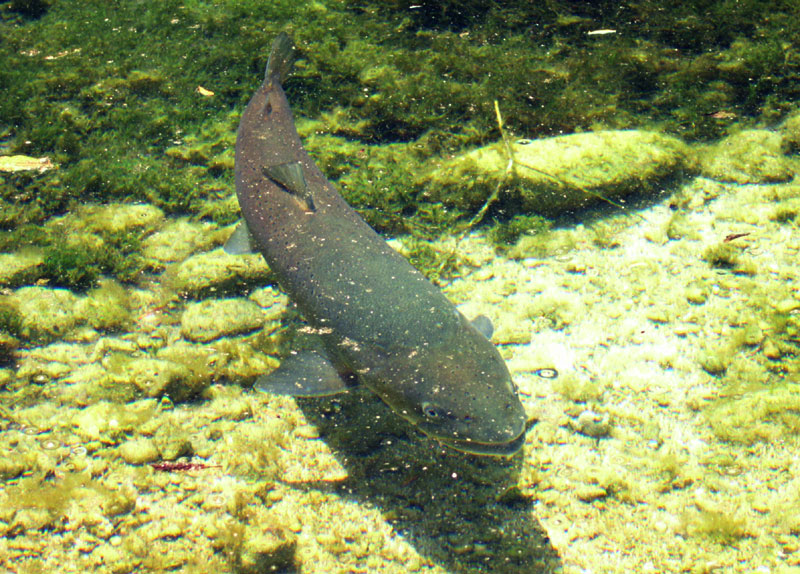
Dunai galóca
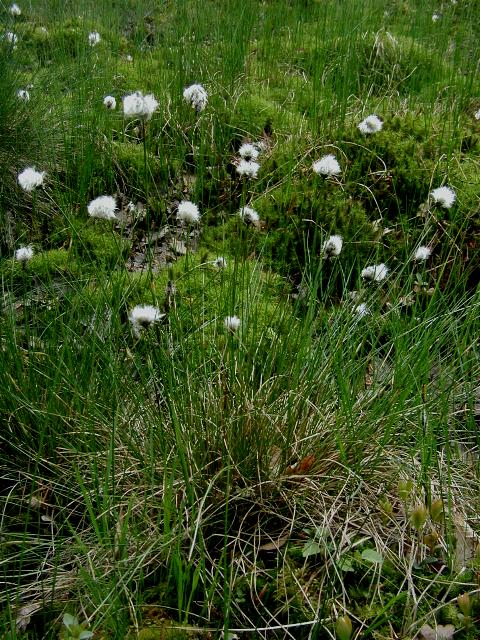
Hüvelyes gyapjúsás
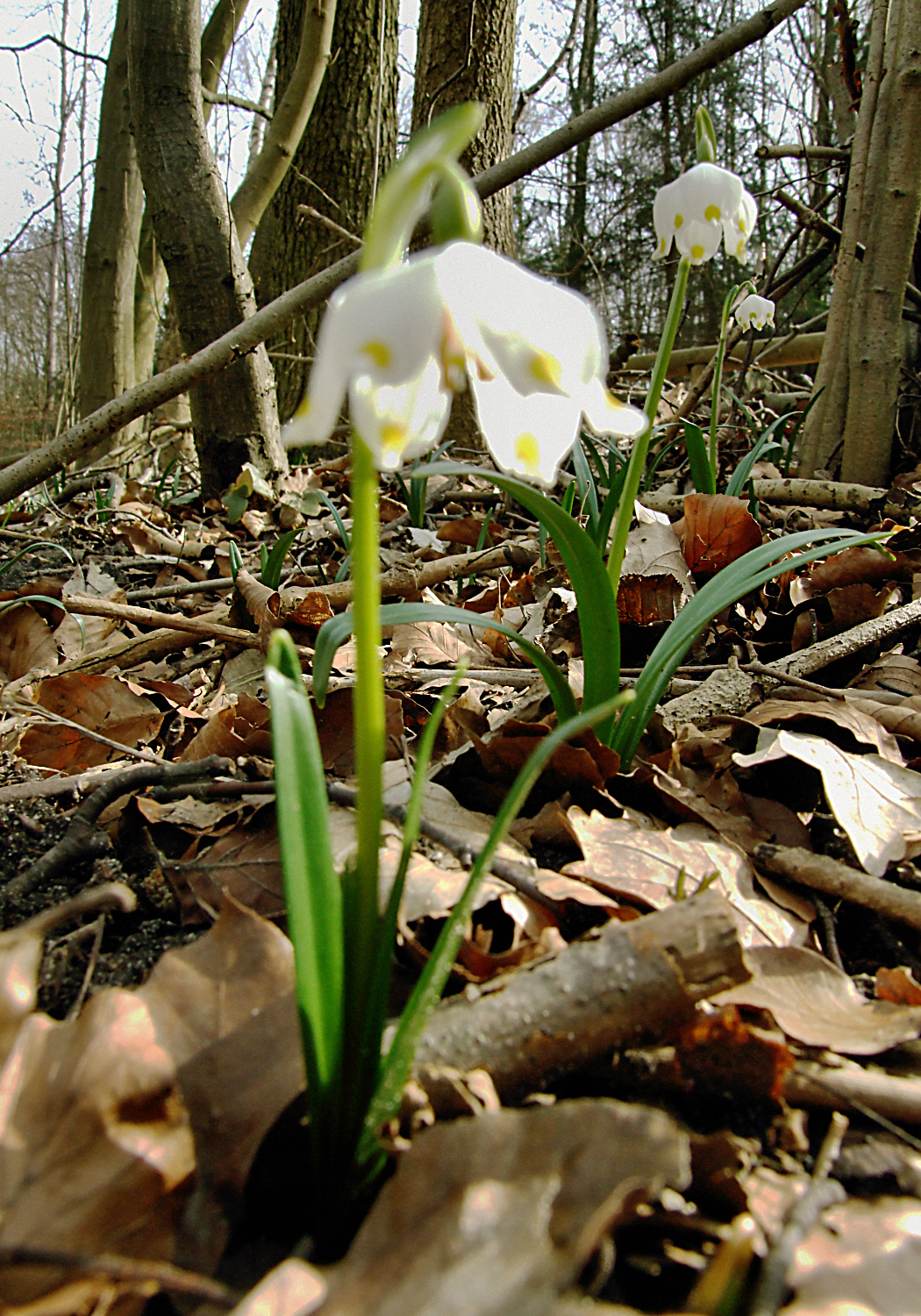
Tavaszi tőzike
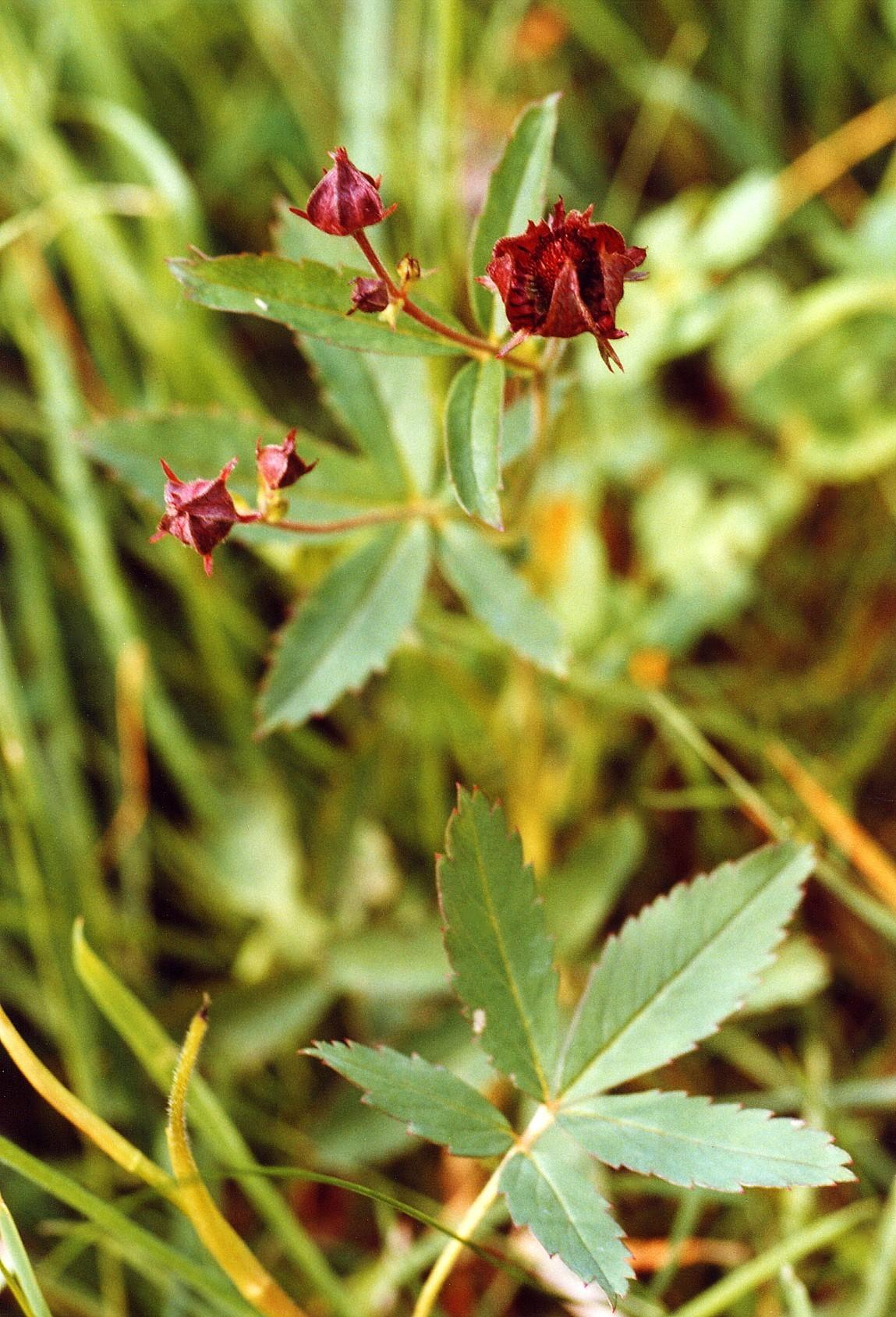
A tőzegeper virága
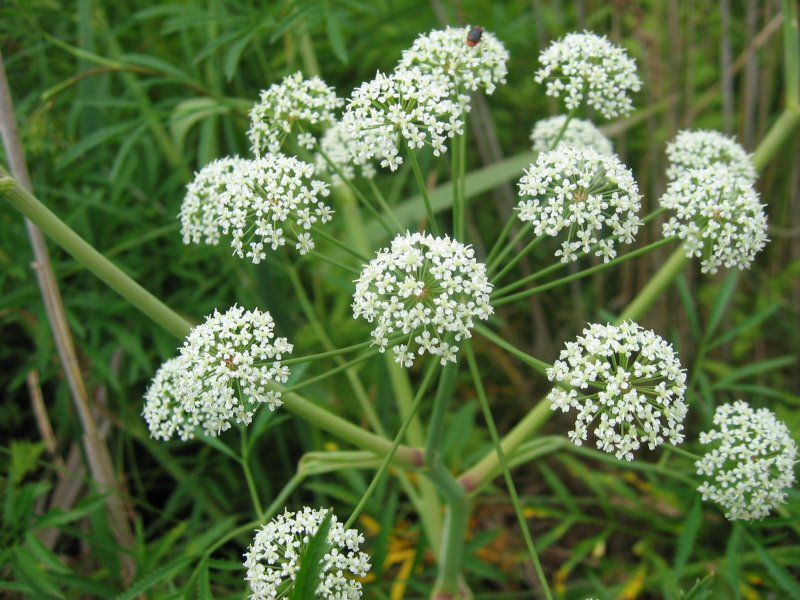
Gyilkos csomorika virága
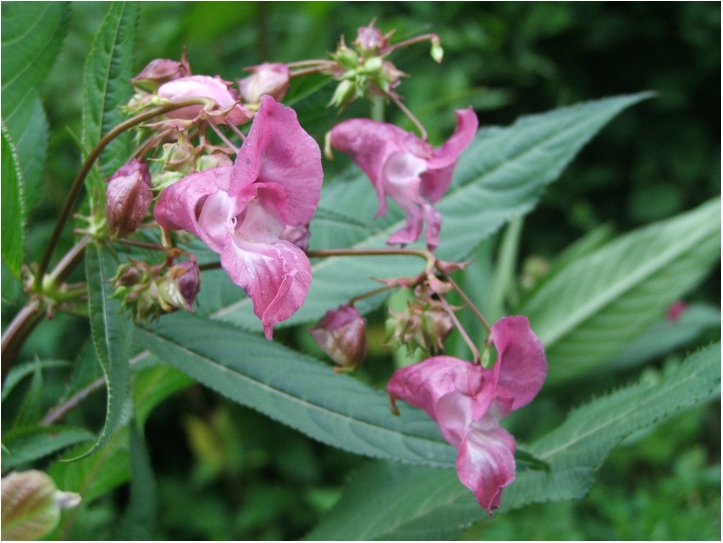
Bíbor nebáncsvirág
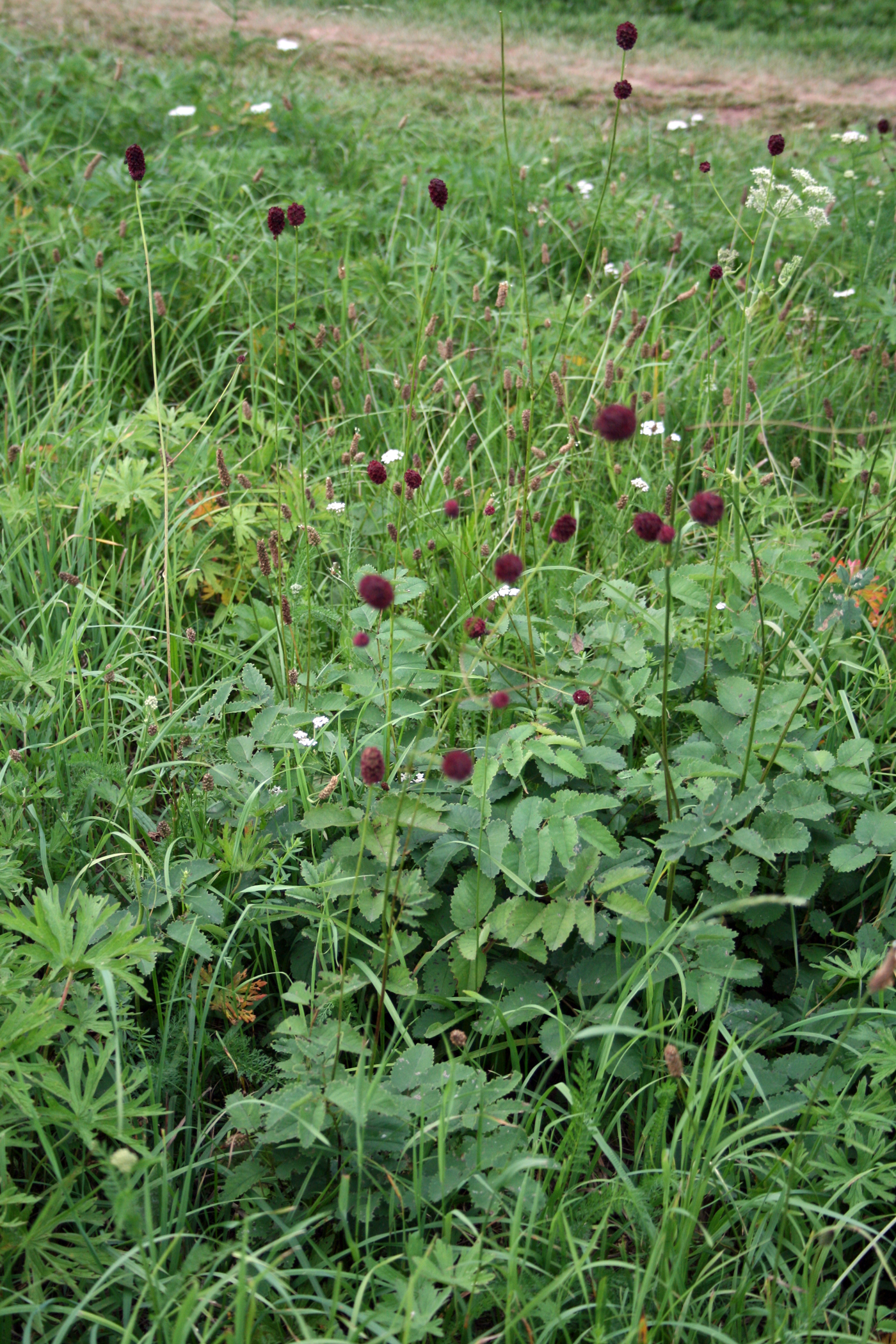
Őszi vérfű